# Cù kì
Cù kì (tên khoa học: Myomenippe hardwickii), hay cua sấm, cua đá, cùm vùm là một loài cua thuộc họ Menippidae.

## Phân bố
Loài này phân bố ở những vùng biển ấm như Malaysia, Indonesia. Tại Việt Nam loài này phân bố ở bờ biển Quảng Ninh, Khánh Hòa nhưng cù kì có giá trị thực phẩm thì chỉ có ở Quảng Ninh.

## Đặc điểm
Loài cua này có thể dễ dàng được nhận ra bởi mai màu nâu, mắt màu xanh lá cây sáng và hai càng rất to. Nó sống trong khe đá, mảnh gỗ dọc theo các vách đá bờ biển và rừng ngập mặn, cũng như trong vỏ trai, trang trại nuôi trồng thủy sản, nhà bè và đê chắn sóng, nó rất chậm chạp, bám vào đá rất chắc chắn. Chúng có thể phát triển đến kích thước lớn (chiều rộng lên đến 12 cm), ăn các loài phù du, giáp xác nhỏ và là loài gây hại ở các trang trại nuôi trồng vẹm xanh.
Không chỉ ở Việt Nam mà ở các nước khác người ta cũng tin vào một điều không có cơ sỏ giải thích, là khi người bị cù kì dùng càng cắp vào thì nó chỉ nhả ra khi nào có một tiếng sấm vang lên mà thôi. Vì vậy trong tiếng Anh ngoài tên thường dùng là Stone crab (cua đá), người ta còn gọi nó là Thunder crab (cua sấm). Thực ra nó là một loài rất hung hăng và lì lợm. Nó cứ cắp chặt đối phương cho đến khi nào cảm thấy an toàn thì mới nhả ra.

## Thực phẩm
Loài cua này có giá trị thực phẩm và trở thành món ăn đặc sản ở Quảng Ninh (Bái Tử Long,Hạ Long và Móng Cái). Cù kỳ thường được dân đi biển ngoài đảo Vạn Gia đánh bắt mang về, tuy thịt không ngon ngọt như thịt cua nhưng ngon hơn ghẹ, giá cả lại rẻ hơn cua nên rất được ưa chuộng. Tuy nhiên thịt cù kỳ chỉ có ở hai càng, phần thân xốp và hầu như không có thịt. Cù kỳ cũng được chế biến theo nhiều cách khác nhau như nấu bún, hấp, rang me, nướng than hồng, gỡ thịt xào miến hay làm ruốc cho trẻ em.